# 李家文
李家文（Kaman Lee，1974年6月7日—），已婚，有一名兒子。現為香港樹仁大學新聞與傳播學系系主任，前新聞工作者及主播。

## 個人簡歷
李家文1996年畢業於香港樹仁學院（香港樹仁大學前身）新聞及傳播學系後，入職亞視新聞任天氣報道員，其後轉職無綫新聞任港聞記者，1997年5月開始兼任為主播，2000年晉升為高級記者，2005年升為首席記者，並於2007年4月再晉升為助理採訪主任，並主要報道政治及兩岸新聞。
李家文的博士畢業論文在2010年1月中出版成《新聞是歷史的畫面:香港的電視新聞》一書，主要講述1997年回歸前後香港電視新聞之演變。 另外，除了電視新聞工作，李家文還於母校香港樹仁大學新聞與傳播學系擔任兼職講師。 2010年4月4日，李家文最後一次兼任《六點半新聞報道》主播，5月2日最後一次兼任《午間新聞》主播。翌日正式退居幕後，同年7月離開無綫新聞部，同年9月正式於香港樹仁大學擔任助理教授，專門負責研究“網絡下的傳媒生態”。李家文於2014年佔中期間，親自拍攝和執導一部名為《撼動》（Impact）的紀錄片，片名源於李家文暗諷人大常委會指“八三一”決定“不能撼動”之說，再鑒於港視不獲發牌、關閉新聞部等事件，李決定為民間發聲。《撼動》推崇「公民記者」的概念，並強調香港存在「世代矛盾」。
該片在2015年10月起，在多間大專院校放映。 在2017/18 學年，李擢升為專業應用副教授兼副系主任。在2019/20 學年，擢升為系主任。

### 學歷
- 小學：
  - 聖公會日修小學
- 中學：
  - 香港培道中學中五畢業
  - 天主教培聖中學中六畢業
- 大學：
  - 香港樹仁學院新聞及傳播學榮譽文憑
  - 中國人民大學新聞學碩士/博士

## 家庭
2008年結婚，2010年中宣佈懷孕，一年後誕下兒子。現時育有一名兒子，名叫 Aiden。

## 重點新聞
- 2007年5月中下旬被派往中國北京，成為駐北京記者。
- 2007年8月，因應北京奧運進入倒數階段，被派往北京的李家文需要經常替香港觀眾報道北京最新情況。除了新聞時段，無綫收費電視新聞台的七點鐘新聞亦增設特備節目《家文看北京》。
- 2007年12月25日，李家文第一次主持《2007年兩岸大事回顧》。
- 2008年北京奧運期間擔任北京奧運採訪組採訪主任；其採訪組員為：吳宜婷、方健儀、陳珮瑩、吳璟儁和郭詠嘉。

## 拾年訪問
李家文與郭詠琴在2007年香港主權移交十年專題節目《拾年》中接受訪問，表示她們對母校香港樹仁大學的感謝。

## 外部連結
- 李家文的新浪微博
- 李家文的Instagram帳戶
- 香港樹仁大學有關李家文的資料
- 《仁聞報》二零零七年六月號 -「二十四小時當自己是記者」 隨時候命 李家文
- 《湯漢主教訪問無誤解 （页面存档备份，存于）》(tvb.com，2009年8月5日)